# 야미시바이
야미시바이(闇芝居, Yamishibai: Japanese Ghost Stories)는 일본의 애니메이션 시리즈이다. 첫 번째 시즌은 타카시마 토모야가 감독을 맡았고, 대본은 구마모토 히로무가 작성하고 ILCA가 제작했다. 각 에피소드는 지지거(카미시바이) 스토리텔링 방식을 모방하기 위해 애니메이션으로 제작되었다. 이 시리즈는 각 에피소드의 길이가 단 몇 분에 불과한 단편 모음으로 구성되어 있다. 각 에피소드에는 일본의 신화와 도시 전설을 바탕으로 한 다양한 이야기가 담겨 있다.
첫 번째 시즌은 2013년 7월부터 9월까지 TV 도쿄에서 방영되었으며, 13개의 에피소드로 진행되어 수많은 상품과 모바일 게임이 탄생했지만 방송이 끝날 무렵에는 엇갈린 반응을 얻었다. 두 번째 시즌은 2014년 7월부터 9월까지 방영되었으며, 시미즈 다카시와 이구치 노보루가 감독을 맡았고, 대본은 마스모토 쇼이치로가 각본을 맡았다. 세 번째 시즌은 2016년 1월부터 4월까지, 네 번째 시즌은 2017년 1월부터 3월까지, 다섯 번째 시즌은 같은 해 7월부터 10월까지, 여섯 번째 시즌은 2018년 7월부터 9월까지, 일곱 번째 시즌은 2019년 7월부터 9월까지, 8번쨰 시즌은 2021년 1월부터 4월까지, 9번째 시즌은 같은 해 7월부터 10월까지 방영되었다. 에피소드 주제는 띠 (생초)를 기반으로 한다. 2022년 1월부터 4월까지 10번째 시즌이 방영되었다. 2023년 7월부터 10월까지 11번째 시즌이 방영되었다. 2024년 1월부터 4월까지 12번째 시즌이 방영되었다. 2024년 7월부터 10월까지 13번째 시즌이 방영되었다. 2025년 1월부터 14번째 시즌이 방영되었다. 2025년 7월부터 15번째 시즌이 방영될 예정이다.
닌자 컬렉션(Ninja Collection)이라는 제목의 스핀오프가 2020년 7월 13일부터 10월 26일까지 방영되었다. 나중에 실사 각색판이 방영되었다.